# 叔堪
叔堪（?—?），芈姓，又做叔熊，是西周楚国国君熊严的第三子。
熊严有四子：长子伯霜，中子仲雪，次子叔堪，少子季徇。前828年熊严卒，长子伯霜代立，是为熊霜。前822年，熊霜去世，仲雪、叔堪、季徇争立君位。仲雪死；叔堪到濮地避难，少弟季徇即位，是为熊徇。
李零根据淅川下寺出土青铜器的铭文，结合《国语·郑语》，推断春秋战国时期的楚国薳氏是叔堪的后裔。